# Crotalaria diminuta
Crotalaria diminuta är en ärtväxtart som beskrevs av Roger Marcus Polhill. Crotalaria diminuta ingår i släktet sunnhampor, och familjen ärtväxter. Inga underarter finns listade i Catalogue of Life.